# ماسیمو ماکارونه
ماسیمو ماکارون (ایتالیایی: Massimo Maccarone؛ زادهٔ ۶ سپتامبر ۱۹۷۹) بازیکن فوتبال اهل ایتالیا است که در سال ۲۰۰۲ میلادی عضو تیم ملی فوتبال ایتالیا بوده و در ۲ بازی ملی حضور داشته‌است. او در بازی‌های ملی‌اش گلی به ثمر نرساند.